# Cúp bóng đá Melanesia 1989
Cúp bóng đá Melanesia 1989 là mùa giải thứ 2 giải đấu khắp vùng Melanesia được tổ chức. Giải diễn ra ở Fiji và có 5 đội tham gia: Fiji, Quần đảo Solomon, Nouvelle-Calédonie, Vanuatu và lần đầu tiên với sự xuất hiện của Papua New Guinea.
Các đội bóng thi đấu với nhau theo thể thức thi đấu vòng tròn và Fiji giành chức vô địch.

## Kết quả
|                    | St | T | H | B | BT | BB | Đ  |
| ------------------ | -- | - | - | - | -- | -- | -- |
| Fiji               | 4  | 3 | 1 | 0 | 7  | 2  | 10 |
| Nouvelle-Calédonie | 4  | 3 | 0 | 1 | 9  | 5  | 9  |
| Quần đảo Solomon   | 4  | 1 | 2 | 1 | 2  | 2  | 5  |
| Papua New Guinea   | 4  | 1 | 1 | 2 | 5  | 4  | 4  |
| Vanuatu            | 4  | 0 | 0 | 4 | 2  | 12 | 0  |

| Vanuatu | 0-2 | Quần đảo Solomon |
| ------- | --- | ---------------- |
|         |     |                  |

| Fiji | 2-1 | Papua New Guinea |
| ---- | --- | ---------------- |
|      |     |                  |

| Quần đảo Solomon | 0-2 | Nouvelle-Calédonie |
| ---------------- | --- | ------------------ |
|                  |     |                    |

| Fiji | 2-1 | Vanuatu |
| ---- | --- | ------- |
|      |     |         |

| Nouvelle-Calédonie | 0-3 | Fiji |
| ------------------ | --- | ---- |
|                    |     |      |

| Papua New Guinea | 3-0 | Vanuatu |
| ---------------- | --- | ------- |
|                  |     |         |

| Vanuatu | 1-5 | Nouvelle-Calédonie |
| ------- | --- | ------------------ |
|         |     |                    |

| Quần đảo Solomon | 0-0 | Papua New Guinea |
| ---------------- | --- | ---------------- |
|                  |     |                  |

| Quần đảo Solomon | 0-0 | Fiji |
| ---------------- | --- | ---- |
|                  |     |      |

| Nouvelle-Calédonie | 2-1 | Papua New Guinea |
| ------------------ | --- | ---------------- |
|                    |     |                  |